# Notodden sportplass
Het Notodden sportplass is een ijsbaan in Notodden in de provincie Telemark in het zuiden van Noorwegen. De openlucht-natuurijsbaan is geopend in 1906 en ligt op 103 meter boven zeeniveau. Er zijn op deze ijsbaan verschillende Noorse kampioenschappen georganiseerd.

## Nationale kampioenschappen
- 1933 - NK allround mannen
- 1958 - NK allround mannen
- 1973 - NK allround mannen

## Wereldrecords
| Nr. | Discipline     | Naam             | Land      | Tijd   | Datum        |
| --- | -------------- | ---------------- | --------- | ------ | ------------ |
| 1.  | 5000 meter (m) | Fred Anton Maier | Noorwegen | 7.28,1 | 4 maart 1965 |